# Vasilije Stojanović Vasa

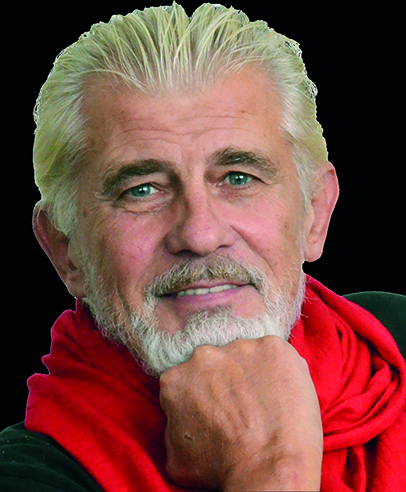
Vasilije Stojanović Vasa

Vasilije Stojanović Vasa (serbisch-kyrillisch Василије Стојановић Васа; * 18. Januar 1955 in Vršac) ist ein mehrfach ausgezeichneter serbischer Bildhauer und Maler in Dortmund. Seine Werke präsentiert er international.

## Leben
Vasilije Stojanović, auch als Vasa bekannt, wurde in Vršac geboren. Er lebt seit 1976 in Deutschland. Er ist Autodidakt. Er ist ausgebildeter Zahntechniker, aber sein kreativer Geist überwog den Beruf, den er durch die Schule erworben hatte. Er ist ein Kenner von Edelmetallen. Er ließ sich von der Verzierung von Besteck inspirieren und schuf aus Familienerbstücken Gold-, Silber- und Bronzefiguren.
Seine Werke zeichnen sich durch die Synergie spezifischer Techniken und Materialien sowie die Verwendung nur weniger Farben aus. Er beteiligte sich an Ausstellungen in Belgien, Luxemburg, Monaco, dem Vereinigten Königreich, Deutschland, den Vereinigten Staaten, Japan, Katar und am häufigsten in Serbien und Frankreich. Beim Festival „Artistes du Monde“ in Cannes 2015 erhielt er für sein Gesamtwerk eine Auszeichnung. Anschließend präsentierte er die Bronzeskulptur Digital Fish, die seinen persönlichen Protest gegen die flächendeckende Digitalisierung symbolisiert.
Die Assistenzprofessorin der Belgrader Fakultät für zeitgenössische Kunst und Kuratorin der FSU-Galerie, Irina Tomić, sagte über Stojanović Arbeit unter anderem: „Die Skulpturen von Vasilije Stojanović entstanden aus Ideen, aber sie verloren nie die Realität der Träume.“
Nach eigener Aussage ist Novak Đoković eine große Inspiration für ihn.
Er ist Vater von zwei Töchtern.

## Auszeichnungen
- Publikums-Goldmedaille für die Skulptur Retter der Welt bei der Internationalen Ausstellung „Kunst im Miniaturformat“ (Belgrad, Serbien, 2014)[10]
- Preis für Gesamtwerk beim Festival „Artistes du Monde“ (Cannes, Frankreich, 2015)
- Bronzemedaille für die Skulptur Stubborn Woman (Fernelmont, Belgien, 2016)[11]
- Erster Preis für die Skulptur Irland bei der Ausstellung „L’Art au Coeur de l’Europe“ (Illzach, Frankreich, 2017)
- Bronzemedaille für die Skulptur Truthuhn in der Ausstellung „Salon National des Artistes Animaliers“ (Bry-sur-Marne, Frankreich, 2017)[12]
- Goldmedaille bei der Ausstellung „Salon contemporain Devil'Art-Dennes“ (Deville, Frankreich, 2018)